# Émile-Georges Barrillon
Pour les articles homonymes, voir Barrillon.
Émile-Georges Barrillon ou Émile Barrillon, né le 1er avril 1879 à Mézières dans les Ardennes en France, mort le 17 juillet 1967 à Montreuil-sous-Bois en Seine-Saint-Denis, est un ingénieur général français du génie maritime, spécialiste de l'hydrodynamique et de la théorie des navires, membre de l'Académie des sciences.

## Biographie
Émile-Georges Barrillon naît à Mézières, dans le département des Ardennes, le 1er avril 1879. Il est reçu à l'École polytechnique où il effectue ses études de 1898 à 1900. À sa sortie, il choisit le génie maritime,.
Ingénieur du génie maritime à Lorient de 1902 à 1906, puis à Toulon à partir de 1906, il y travaille sur la construction du Waldeck-Rousseau, du Mirabeau et du Courbet. Nommé professeur à l'École de canonnage en 1912, il est également membre de la Commission technique de l'artillerie navale. Les recherches qu'il effectue et les travaux qu'il publie portent notamment sur sur la télémétrie, l'optique, les projecteurs, la radio.
Il est de 1917 à 1920 le directeur de la base française d'Orient à Salonique, puis à Constantinople et à Sébastopol,. Directeur du bassin d'essai des carènes en 1920, il est en 1925 professeur de théorie du navire à l'École du génie maritime, qu'il dirige de 1932 à 1940.
Émile-Georges Barrillon est élu en juin 1938 à l'Académie des sciences. Il est nommé ingénieur général en novembre 1938, et directeur des recherches scientifiques et techniques au Ministère de l'Armement.
Il s'est consacré surtout à l'hydrodynamique et à la théorie des navires. Il a fait progresser la tenue à la mer des navires et l'efficacité de leur propulsion. La Marine américaine et la Marine britannique font également appel à ses conseils.
Il meurt le 17 juillet 1967 à Montreuil-sous-Bois, en Seine-Saint-Denis.

## Distinctions
- Grand officier de la Légion d'honneur[2].
- Officier de l'ordre du Mérite maritime[2].
- Grand officier de l'Ordre du dragon d'Annam[2].
- Commandeur de l'ordre de Léopold[2].
- Croix de guerre serbe[2].

## Principales publications
- Étude de la giration des navires par la méthode du modèle abandonné, 1924.
- Conférences d'hydrodynamique à la Faculté des sciences de l'Université de Paris, 1925-1926.
- Cours de théorie du navire à l'École d'application du génie maritime, 1925-1932.
- Étude sur les vagues produites par la marche du navire, 1926.
- « Le tracé mécanique des lignes de courant autour des ailes d'avion », in Comptes rendus de l'Académie des sciences, 1926.
- « Le passage des barres par les canots de sauvetage à moteur », in Congrès international de sauvetage, 1928.
- La résistance de l'eau et les carènes, 1928.
- Hydrodynamics of Floats and Boats, 1931.
- « Les hydravions », in Bulletin technique du Bureau Veritas, 1932.
- Travaux sur la théorie du navire, publiés dans les Comptes rendus de l'Académie des sciences, le Bulletin de l'Association technique maritime et aéronautique, le Bulletin de l'Association française pour l'avancement des sciences et le Bulletin d'informations du génie maritime.